# 방콕 에카마이 국제 학교
에카마이 국제 학교(Ekamai International School)는 태국의 12년제 사립 국제 초등고등학교이다.

## 교내 연혁
1946년 첫 개교되어 현재에 이르고 있는 아시아 국가에서 제법 이름 있는 국제 학교라 알려져 있다.